# Zach Hamill
Zachary Robert Hamill (* 23. September 1988 in Port Coquitlam, British Columbia) ist ein ehemaliger kanadischer Eishockeyspieler, der 20 Spiele für die Boston Bruins in der National Hockey League (NHL) absolvierte. Einen Großteil seiner Karriere verbrachte er jedoch in der American Hockey League (AHL) sowie in verschiedenen europäischen Ligen.

## Karriere
Hamill wurde beim Bantam Draft 2003 der Western Hockey League an dritter Stelle von den Everett Silvertips ausgewählt, wurde allerdings nach vier Spielen für die Silvertips zu den Port Coquitlam Buckaroos in die Pacific International Junior Hockey League geschickt. Seit den Playoffs der Saison 2003/04 gehörte Hamill fest zum Kader der Silvertips. In der Saison 2006/07 wurde er mit 93 Punkten Topscorer der WHL und daraufhin mit der Bob Clarke Trophy ausgezeichnet. Im gleichen Jahr wurde er außerdem ins CHL First All-Star Team gewählt und nahm am CHL Top Prospects Game teil. Beim NHL Entry Draft 2007 wurde Hamill an achter Stelle von den Boston Bruins ausgewählt, bei denen er im August 2007 einen Vertrag unterschrieb. Ab der Saison 2007/08 spielte er für das Farmteam der Bruins, die Providence Bruins in der American Hockey League. Außerdem erzielte er vier Punkte in 20 Spielen in der National Hockey League für die Boston Bruins.
Am 26. Mai 2012 transferierten ihn die Boston Bruins im Austausch für Chris Bourque zu den Washington Capitals. Ende Januar 2013 gaben ihn die Caps an die Florida Panthers ab, um Casey Wellman zu verpflichten. Im Juli 2013 unterzeichnete Hamill einen Kontrakt bei den Vancouver Canucks und kam für das Farmteam Utica Comets in der AHL zum Einsatz. Im Dezember 2013 wurde sein Vertrag aufgelöst und er wechselte zu Barys Astana in die Kontinentale Hockey-Liga. Die Saison 2014/15 verbrachte Hamill bei HPK Hämeenlinna in der finnischen Liiga. Von September bis November 2015 absolvierte er 17 Spiele in der National League A für Fribourg-Gottéron und den HC Ambrì-Piotta. Am 11. Dezember 2015 wechselte Hamill zu den Iserlohn Roosters in die Deutsche Eishockey Liga. In seinen ersten sechs Spielen erzielte er sechs Scorerpunkte. Im weiteren Verlauf saß Hamill zunehmend als überzähliger Kontingentspieler auf der Tribüne und wurde in den Playoffs nicht mehr eingesetzt. Nach dem Ende der Saison wurde sein Vertrag nicht verlängert.
Anschließend stand er bei der IF Björklöven in Schweden, dem Lørenskog IK in Norwegen und dem HC Dukla Jihlava in der tschechischen Extraliga unter Vertrag. Ab November 2018 spielte Hamill beim EC Bad Nauheim in der DEL2. Der Vertrag wurde im Frühjahr 2019 für eine weitere Saison verlängert. Nach einer Spielzeit bei Ducs d’Angers in Frankreich unterzeichnete er im Juni 2021 einen Vertrag bei den Starbulls Rosenheim. Wegen eines Jobangebots aus seiner Heimat trat er den Vertrag allerdings nicht an und beendete stattdessen seine Eishockeykarriere.

## Erfolge und Auszeichnungen
- 2007 Teilnahme am CHL Top Prospects Game
- 2007 Bob Clarke Trophy
- 2007 WHL West First All-Star-Team
- 2007 CHL First All-Star-Team

### International
- 2005 Silbermedaille bei der World U-17 Hockey Challenge
- 2005 Goldmedaille beim Nations Cup

## Karrierestatistik

### International
Vertrat Kanada bei:
- World U-17 Hockey Challenge 2005
- Nations Cup 2005
- Super Series 2007

(Legende zur Spielerstatistik: Sp oder GP = absolvierte Spiele; T oder G = erzielte Tore; V oder A = erzielte Assists; Pkt oder Pts = erzielte Scorerpunkte; SM oder PIM = erhaltene Strafminuten; +/− = Plus/Minus-Bilanz; PP = erzielte Überzahltore; SH = erzielte Unterzahltore; GW = erzielte Siegtore; 1 Play-downs/Relegation; Kursiv: Statistik nicht vollständig)